# ジェスフィールド76号
ジェスフィールド76号（極司非爾路76號）は、日中戦争下の上海で日本軍が設立した対重慶特務工作機関。のちに汪兆銘政権が樹立されると、正式な政府機関となり、国民党中央委員会特務委員会特工総部と称した。

## 概要
日中戦争下の上海で、藍衣社やCC団による抗日テロが頻発して対応に苦慮した日本軍は、1939年に親日派中国人による取締機関を設立する。本部を共同租界のジェスフィールド路76号置いたことから、住所が呼称となった。元国民党特務の経歴を持つ丁黙邨主任や李士群副主任（のちに主任）らの敏腕は、テロリストを次々と粛清して重慶側工作員に恐れられた。
1943年9月に李士群が毒殺されると後継者争いが激化し、汪政権で最高軍事顧問の松井太久郎中将は、李士群が部長を務めた調査統計部を政治部（部長：黄自強）、特工総部を政治保衛局（局長：万里浪）、それぞれへ改編した。

## 機構
- 機要処
- 総務処
- 情報処
- 電務処
- 無線電偵察総台
- 督察室
- 審訊室
- 化験室
- 専員室
- 看守所
- 警衛総隊
  - 行動大隊 20個以上

そのほか南京区、杭州区、華南区、江蘇区、日警区、武漢区、安徽区、上海区に支部を設置。

## 歴代主任
1. 丁黙邨（1939年5月 - 1940年3月）
2. 李士群（1940年3月 - 1943年9月）